# Skepperstads socken
Skepperstads socken i Småland ingick i Västra härad, ingår sedan 1971 i Sävsjö kommun i Jönköpings län och motsvarar från 2016 Skepperstads distrikt.
Socknens areal är 52,35 kvadratkilometer, varav land 47,40. År 2000 fanns här 278 invånare. Kyrkbyn Skepperstad med sockenkyrkan Skepperstads kyrka ligger i socknen. 

## Administrativ historik
Skepperstads socken har medeltida ursprung.
Vid kommunreformen 1862 övergick socknens ansvar för de kyrkliga frågorna till Skepperstads församling och för de borgerliga frågorna till Skepperstads landskommun. Landskommunen inkorporerades 1952 i Bäckaby landskommun och uppgick sedan 1971 i Sävsjö kommun. Församlingen uppgick 2010 i Sävsjö församling.
1 januari 2016 inrättades distriktet Skepperstad, med samma omfattning som församlingen hade 1999/2000.  
Socknen har tillhört samma fögderier och domsagor som Västra härad. De indelta soldaterna tillhörde Kalmar regemente, Västra härads kompani, och Smålands grenadjärkår, Livkompaniet.

## Geografi
Skepperstads socken ligger kring Skepperstadsån sydost om Sävsjö och begränsas i sydväst av Linnösjön. Socknen består av kuperad skogsbygd med mossar och småsjöar.

## Fornlämningar
Några gravrösen från bronsåldern och fyra järnåldersgravfält finns här, liksom två runristningar. (se Smålands runinskrifter 73.)

## Namnet
Namnet (1310 Skiparstad), taget från kyrkbyn, har föreslagits innehålla ett förledet mansnamnet Skipar och efterledet stad, ställe.

### Fotnoter
1. 1 2 3  Svensk Uppslagsbok andra upplagan 1947–1955: Skepperstad socken
2. 1 2  Harlén, Hans; Harlén Eivy (2003). Sverige från A till Ö: geografisk-historisk uppslagsbok. Stockholm: Kommentus. Libris 9337075. ISBN 91-7345-139-8
3. ↑  ”Församlingar”. Statistiska centralbyrån. https://www.scb.se/hitta-statistik/regional-statistik-och-kartor/regionala-indelningar/forsamlingar/. Läst 30 december 2022.
4. ↑  Administrativ historik för Skepperstad socken (Klicka på församlingsposten). Källa: Nationella arkivdatabasen, Riksarkivet.
5. ↑  Indelta soldater, torp och rotar i Jönköpings län Arkiverad 24 januari 2012 hämtat från the Wayback Machine. Jönköpingsbygdens Genealogiska Förening
6. 1 2  Sjögren, Otto (1931). Sverige geografisk beskrivning del 2 Östergötlands, Jönköpings, Kronobergs, Kalmar och Gotlands län. Stockholm: Wahlström & Widstrand. Libris 9939
7. 1 2 3  Nationalencyklopedin
8. ↑  Fornlämningar, Statens historiska museum: Skepperstads socken
9. ↑  Fornminnesregistret, Riksantikvarieämbetet: Skepperstads socken Fornminnen i socknen erhålls på kartan genom att skriva in sockennamn (utan "socken") i "Ange geografiskt område"